# Los Vilos
Los Vilos este un oraș și comună din provincia Choapa, regiunea Coquimbo, Chile, cu o populație de 18.275 locuitori (2012) și o suprafață de 1860,6 km2.